# Printempa Semajno Internacia

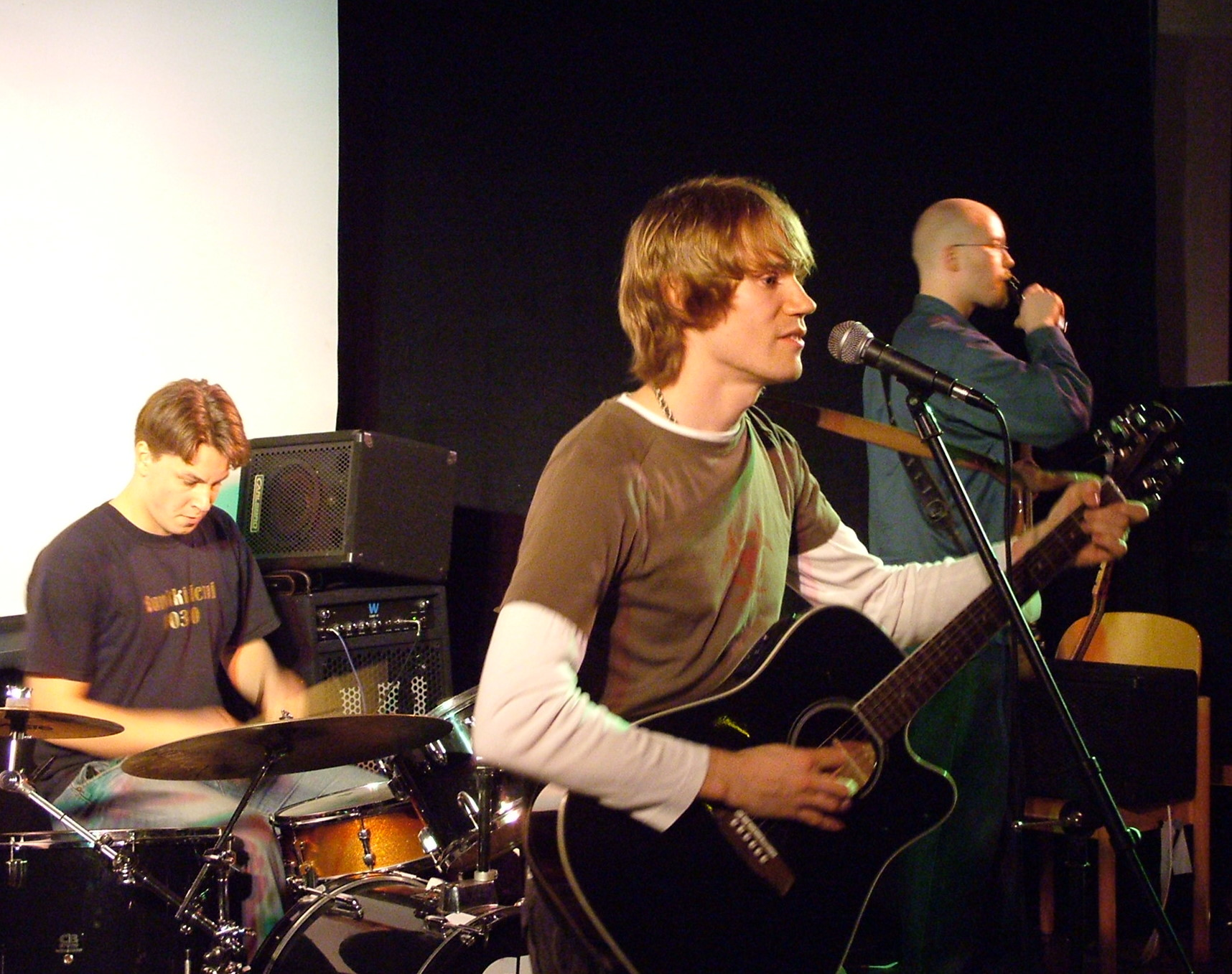
Die Esperanto-Musikband Dolchamar, wörtl.: Süßsaures, im Jahr 2006, Beispiel für Kulturprogramm auf Esperanto

 Die Internationale Frühlingswoche (Originaltitel auf Esperanto: Printempa Semajno Internacia; Abkürzung: PSI) ist ein internationales Esperantotreffen mit Familien als primärer Zielgruppe. Veranstalter ist der Deutsche Esperanto-Bund. Es fand ununterbrochen zwischen 1985 und 2019 statt. Ausfälle wegen Coronavirus gab es 2020 und 2021; 2022 kam man zumindest virtuell zusammen.

## Beschreibung
Das Treffen findet jedes Jahr irgendwo in Deutschland um die Osterzeit statt und dauert eine Woche. Man rechnet mit 130-170 Teilnehmern aus  15 – 20 verschiedenen Ländern. 
PSI versteht sich als vornehmlich als Familienkongress. Man möchte Erwachsene, Jugendliche und Kinder in der Programmgestaltung gleich behandeln. Freilich schließt das den Besuch von Einzelpersonen nicht aus. Für Kinder und Jugendliche gibt es besondere Veranstaltungen, je nach Altersgruppe (u. a. auch Basteln, Geschichtenerzählen). Auch für Ehepartner, die noch Anfänger oder gar keine Esperantisten sind, gibt es Passendes. Angeboten werden ebenfalls Sprachkurse und Diskussionsrunden auf jedem Niveau.
Tagsüber gibt es ein Vortrags-, abends ein Kulturprogramm. Auch gemeinsame Ausflüge werden angeboten. Für 10–16-Jährige gibt es die Internationale Frühlingsschule – Printempa Lernejo Internacia: diese Gruppe wohnt, lernt, spielt und feiert gemeinsam, etwas abgetrennt von den anderen.

## Veranstaltungsorte
- 40. PSI 2024 Bayreuth[1]
- 39. PSI 2023 Lutherstadt Wittenberg[2]
- 38. PSI 2022 Braunschweig[3]
- 37. PSI 2021 Braunschweig, Ausfall wegen Corona-Virus[4]
- 36. PSI 2020 Lutherstadt Wittenberg, Ausfall wegen Corona-Virus[5]
- 35. PSI 2019 Hochspeyer 73 Teilnehmer
- 34. PSI 2018 Plauen 109 Teilnehmer
- 33. PSI 2017 Essen 83 Teilnehmer
- 32. PSI 2016 Bad Hersfeld 99 Teilnehmer
- 31. PSI 2015 Winterberg 132 Teilnehmer aus 10 Ländern
- 30. PSI 2014 Xanten 120 Teilnehmer aus 12 Ländern
- 29. PSI 2013 Sankt Andreasberg 85 Teilnehmer aus 10 Ländern
- 28. PSI 2012 Bonn  120 Teilnehmer aus 13 Ländern
- 27. PSI 2011 Waldfischbach-Burgalben 114 Teilnehmer aus 9 Ländern
- 26. PSI 2010 Sankt Andreasberg 157 Teilnehmer
- 25. PSI 2009 Sankt Andreasberg  176 Teilnehmer aus 15 Ländern
- 24. PSI 2008 Waldfischbach-Burgalben 171 Teilnehmer aus 19 Ländern
- 23. PSI 2007 Bonn  160 Teilnehmer aus 22 Ländern
- 22. PSI 2006 Sankt Andreasberg  164 Teilnehmer aus 14 Ländern
- 21. PSI 2005 Mücke (bei Gießen) 122 Teilnehmer
- 20. PSI 2004 Duderstadt  132 Teilnehmer
- 19. PSI 2003 Bonn  173 Teilnehmer
- 18. PSI 2002 Waldfischbach-Burgalben 169 Teilnehmer
- 17. PSI 2001 Sankt Andreasberg 160 Teilnehmer
- 16. PSI 2000 Sankt Andreasberg   161 Teilnehmer
- 15. PSI 1999 Sankt Andreasberg  159 Teilnehmer
- 14. PSI 1998 Bonn  148 Teilnehmer
- 13. PSI 1997 Duderstadt  149 Teilnehmer
- 12. PSI 1996 Duderstadt 136 Teilnehmer
- 11. PSI 1995 Waldfischbach-Burgalben 111 Teilnehmer
- 10. PSI 1994 Jünkerath  144 Teilnehmer
- 9. PSI 1993 Hilders-Oberbernhards   136 Teilnehmer
- 8. PSI 1992 Bad Neuenahr-Ahrweiler  112 Teilnehmer
- 7. PSI 1991 Jünkerath  115 Teilnehmer
- 6. PSI 1990 Todtmoos   72 Teilnehmer
- 5. PSI 1989 Hopsten      63 Teilnehmer
- 4. PSI 1988 Jünkerath 58 Teilnehmer
- 3. PSI 1987 Rastatt   66 Teilnehmer
- 2. PSI 1986 Wetzlar     55 Teilnehmer
- 1. PSI 1985 Bielefeld  35 Teilnehmer

## Bemerkungen
1. ↑  Website des 40. PSI 2024 in Bayreuth (Esperanto)
2. ↑  Website des 39. PSI 2023 in Lutherstadt Wittenberg (Esperanto)
3. ↑  2022: nur virtuell
4. ↑  2021: Ankündigung bei DEB
5. ↑  2020: Meldung auf der Homepage des DEB